# Mindaugas Mizgaitis
Mindaugas Mizgaitis est un lutteur lituanien spécialiste de la lutte gréco-romaine né le 14 octobre 1979 à Kaunas.

## Biographie
Lors des Jeux olympiques d'été de 2008, il remporte la médaille d'argent en combattant dans la catégorie des -120 kg.